# Boskap

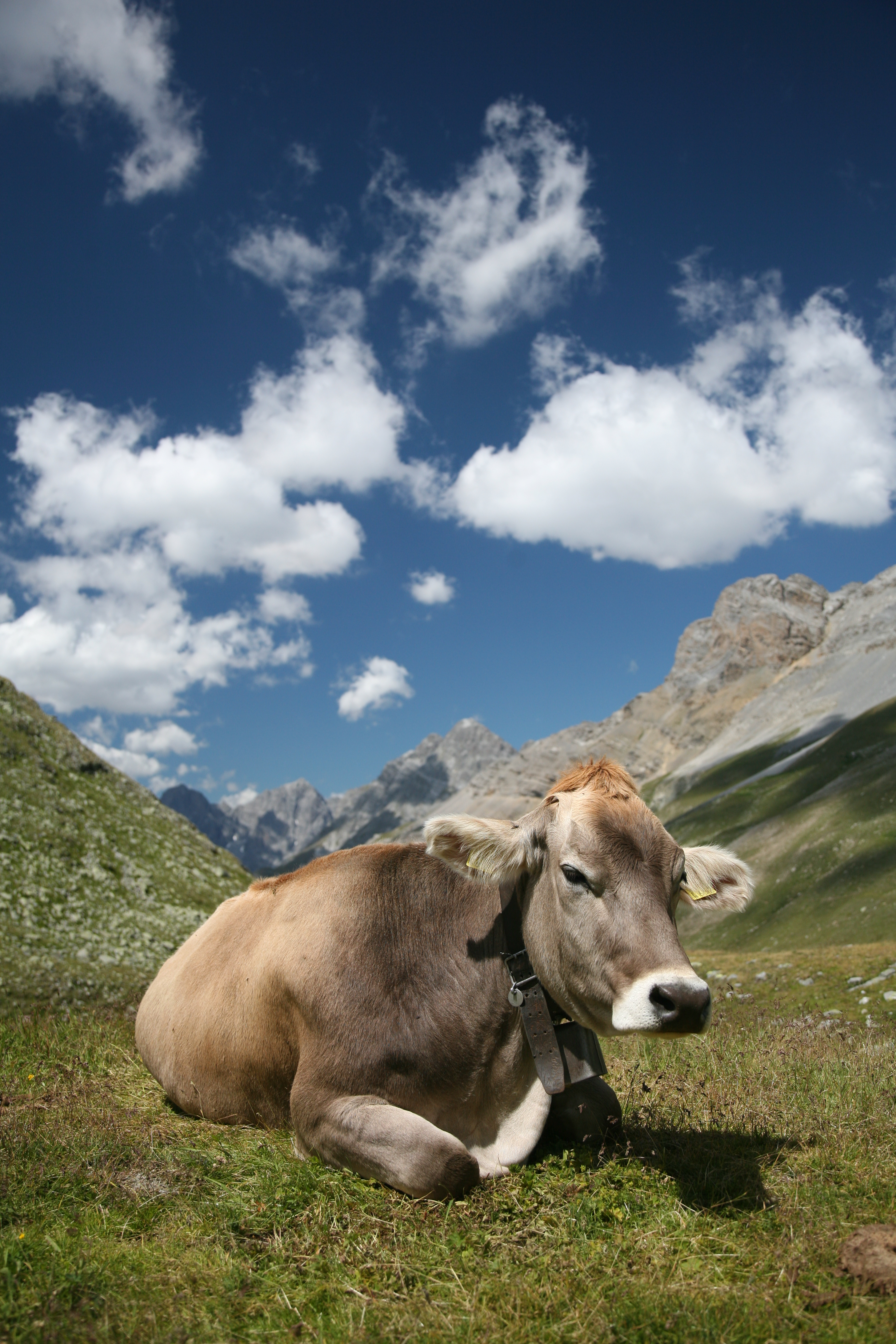
En ko.

Boskap, boskapsdjur eller kreatur är benämningar på vissa husdjur, främst nötboskap. Även hästar, får, getter och grisar, samt förr även höns, kan emellanåt räknas in.
Kritter är ursprungligen samma ord som kreatur. Ordet kräk har också använts för boskap eller kreatur. Husdjur i betydelsen tamdjur kan också kallas fä.
Kreatur (från latin creatura, skapelse, verbalsubstantiv till creare, att skapa) har använts om skapade ting eller varelser, om djur i allmänhet och större husdjur, boskapsdjur, särskilt nötkreatur. Förr har det även använts om tama fjäderfän, och har också en användning som nedsättande om en människa.
Fä, liksom boskap, har enligt SAOB från 1926 främst kommit att användas om nötboskap, och kan också användas om djur i allmänhet. Speciellt används uttrycket "fjäderfä" om tamfåglar. Fä som i "fäbod". Fä användes också som skällsord.